# Francesc Corberó i Not
Francesc Corberó i Not (Lleida - 1908) fou un clarinetista i director de corals.

## Biografia
El 1868 fou membre de la Banda Municipal de Lleida, concretament desenvolupava el càrrec del clarinet principal.

Bandera de Lleida

L'any 1878 juntament amb Sebastià Guinjoan va fundar la Societat Coral Artesana La Paloma de Lleida. Fou l'únic director que va tenir. Més endavant, al cap d'uns anys, l'any 1889, aquesta societat que va crear va servir de plataforma per impulsar una nova formació coral, coneguda amb el nom de la Societat Coral La Paloma. També va ser Francesc Corberó qui la va dirigir com a successor de Ramon Santamaria al llarg dels anys 1896 fins al 1908.
En el mateix any 1896, va ser nomenat director honorari de La Paloma, Cosme Ribera i Miró. Juntament amb ell van participar en concerts i actuacions, les quals es van citar a la premsa lleidatana.